# Pigallat venós
El pigallat venós (Lactarius acerrimus), també anomenat enganyapastors pigallat de llet blanca i cabra coent, és una espècie de fong de l'ordre dels russulals (Russulales). És una lleterola del grup dels enganyapastors. És de distribució mediterrània i creix preferentment en boscos de planifolis de la plana.

## Taxonomia
Lactarius acerrimus va ser descrit pel micòleg alemany Max Britzelmayr l'any 1893.

## Iconografia
Bolets de Catalunya (2002): Vol. XXI, Làm. 1024.

## Descripció
Bolet de gregari a cespitós; de mida mitjana a gran, de 7 a 12 cm de diàmetre; barret de estés a deprimit, gairebé embudat; molt irregular i excèntric; de color camussa  a ocraci pàl·lid, amb l’edat es pot enfosquir fins color avellana; amb franges o zones, gairebé sempre difuses o poc evidents, més visibles i de color més fosc vora el marge; marge llis, no pelut; lobulat, involut; algun cop amb algunes depressions circulars o escrobícules més fosques; superfície adherent, enganxosa en temps humit; llisa.
Làmines distants, molt anastomosades vora la cama; de cremoses a crema rosàcies.
Cama curta, més curta que el diàmetre del barret; més pàl·lida que el barret; robusta; pruïnosa; sense escrobícules o molt poc marcades.
Carn ferma; extremadament picant, gairebé insuportable; olor fruitada; làtex blanc, immutable; poc abundant; molt picant, acre.·       

## Hàbitat
Des de mitjans d’estiu a la tardor; en sòls silícics i en calcificats; des de la muntanya mitjana a la terra baixa i la muntanya mediterrània; en boscos de planifolis, principalment esclarissats, en clarianes i en marges de camins;  vora alzina, però també surera, castanyer i roures (reboll, de fulla petita, martinenc), algun cop acompanyats de pins.

## Distribució geogràfica
Espècie poc comú però distribuïda a tot Europa

## Espècies semblants
Propera a l'enganyapastors de llet blanca (Lactarius zonarius), l'enganyapastors de pollancre (Lactarius evosmus) i el pigallat (Lactarius mediterraneensis); cap de les tres lleteroles tenen les làmines anastomosades vora la cama. El primer presenta el barret zonat, de marge pubescent en el jove, i el làtex abundant. L. evosmus te les làmines blanques o cremoses, sense tons rosacis, i la carn fa olor de poma. De L. mediterraneensis es separa pel làtex i la carn, que viren a groc un cop exposats, pel barret que és escrobiculat de manera molt patent i per la reacció al KOH, que en el cas de la carn vira a groc crom, en especial sota la cutícula i sobre les làmines.

## Comestibilitat
No és comestible.